# 켐프덤불쥐
켐프덤불쥐(Thamnomys kempi)는 쥐과에 속하는 설치류의 일종이다. 부룬디와 콩고민주공화국, 르완다에서 발견된다. 자연 서식지는 아열대 또는 열대 기후 지역의 습윤 산지림이다. 서식지 감소로 위협을 받고 있다.